# El Far (Torrefeta i Florejacs)
|  | Aquest article tracta sobre l'entitat de població de la Segarra. Vegeu-ne altres significats a «Far (desambiguació)». |

El Far és un llogaret, actualment despoblat, del municipi de Torrefeta i Florejacs, a la comarca de la Segarra. Està situat sobre un petit turó de 435 m. d'altitud a l'extrem oriental del terme municipal, a llevant de Bellveí i el Llor; vora el camí de Llor a Comabella i del torrent de l'Oró.
El llogaret té el seu origen en el castell homònim, documentat des de l'any 1040 sota domini dels comtes de Barcelona, durant el segle xii fou propietat de la família Biosca i, des de 1776 fins a l'extinció de les senyories, del bisbat de Solsona. Actualment amb prou feines en resten alguns vestigis, integrats al gran casal de la família Tàssies, documentada al lloc des del segle xvi, època en la qual el castell degué esdevenir casal senyorial.
Altres indrets d'interès del nucli són l'església de Sant Julià, actualment en ruïnes i que havia pertangut a la parròquia del Llor. Al costat de la masoveria del Far, al peu del turó, trobem l'esglesiola de Sant Domènec o Sant Damià. Reconstruïda el segle xix i propietat de la família Tàssies.